# Александър Албон
Александър Албон Ансусиня (на тайски: อเล็กซานเดอร์ อัลบอน อังศุสิงห์) е тайландски пилот от Формула 1. Състезава се във Формула 1 за Уилямс Рейсинг, като преди това се е състезавал за Скудерия Торо Росо и Ред Бул Рейсинг. 
Албон е роден на 23 март 1996 в Лондон, Англия. Той е едва вторият пилот във Формула 1 с тайландски произход след принц Бира.
Започва кариерата си в юношеския отбор на Ред Бул Рейсинг през 2012 г. През 2015 година се състезава в европейското първенство на Формула 3, завършвайки седми. През 2017 г. и 2018 г. се състезава във Формула 2.
Дебютира във Формула 1 през 2019 със Скудерия Торо Росо, в който е съотборник на Даниил Квят. След дванадесет състезания Албон преминава в Ред Бул Рейсинг, където партнира на Макс Верстапен. Състезава се с Ред Бул за два сезона. През 2022 г. преминава в отбора на Уилямс, с който има договор до 2025 г. Най-доброто му класиране във Формула 1 е през 2023 г., когато достига 7-мо място.